# 아라이 하루카
아리이 하루카(일본어: 新井 遥, 2000년 7월 31일~)는 일본의 그라비아 아이돌이자 모델, 방송인이다. 2020년, 「미스 매거진 2020」에 응모해 7월 21일에 베스트 16에 진출하며, 30일 『야구치 마사토의 화요일 The NIGHT』에 베스트 16 멤버로 출연해 「The NIGHT상」을 수상했다. 그해 10월 6일, 미스 매거진 2020 그랑프리를 이어 수상했다.